# Grammy Latino para melhor álbum vocal pop feminino
O Grammy Latino para Melhor Álbum Vocal Pop Feminino foi uma das categorias do Grammy Latino — cerimônia estabelecida em 2000 e originalmente fundada para servir como uma versão própria do Grammy Awards —, que presenteava a excelência em qualidade vocal e instrumental de álbuns de artistas femininas, cujo conteúdo deveria ser obrigatoriamente composto com pelo menos 51% de gravações no gênero de pop latino. As diversas categorias são apresentadas anualmente pela Academia Latina de Artes e Ciências da Gravação nos Estados Unidos e tem como objetivo "honrar às realizações de destaque na indústria da música latina, principalmente para trabalhos gravados em língua espanhola ou língua portuguesa".
Em sua primeira cerimônia, a categoria era nomeada como Melhor Performance Pop Vocal Feminina, onde canções recebiam o reconhecimento. "Ojos Así", tema gravado por Shakira, foi a única obra vencedora da categoria sob esta denominação. No ano seguinte, a categoria recebeu o título pelo qual permaneceu até sua extinção, em 2012. Christina Aguilera converteu-se como a primeira artista vencedora da categoria sob sua nova nomenclatura, bem como a primeira norte-americana vencedora da cerimônia, quando seu primeiro disco em espanhol, Mi Reflejo (2000), foi contemplado com a estatueta. Desde então, Shakira e Laura Pausini tornaram-se as maiores vencedoras da categoria, com três honrarias atribuídas para cada uma.

## Vencedores
| Ano  | Vencedores         | Nacionalidade  | Trabalho             | Indicados | Ref.   |
| ---- | ------------------ | -------------- | -------------------- | --- | ------ |

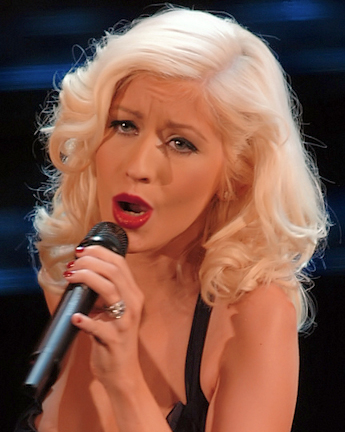
Christina Aguilera (foto) foi a primeira artista norte-americana vencedora de um Grammy Latino.

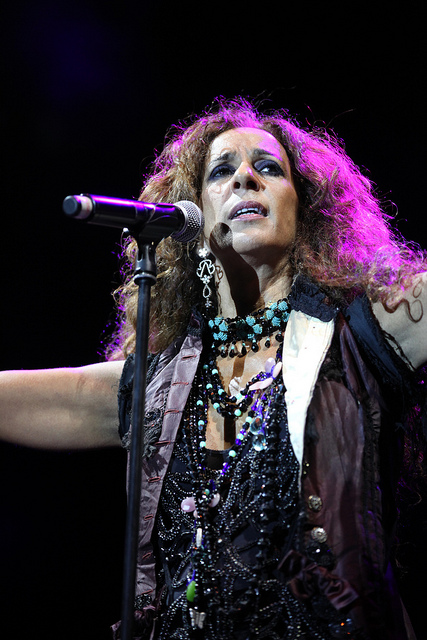
Rosario Flores (foto) venceu a categoria duas vezes, em 2002 e 2004.

| 2000 | Shakira            | Colômbia       | "Ojos Así"           | - Christina Aguilera – "Genio Atrapado" - Zizi Possi – "Meu Erro" - Mercedes Sosa – "Al Despertar" - Jaci Velasquez – "Llegar a Ti"              | [ 6 ]  |
| 2001 | Christina Aguilera | Estados Unidos | Mi Reflejo           | - Natalia Oreiro – Tu Veneno - Laura Pausini – Entre Tú y Mil Mares - Paulina Rubio – Paulina - Thalía – Arrasando                               | [ 11 ] |
| 2002 | Rosario Flores     | Espanha        | Muchas Flores        | - Ana Belén – Peces de Ciudad - Cecilia Echenique – Secreta Intimidad - Mónica Molina – Vuela - Nicole – Viaje Infinito                          | [ 12 ] |
| 2003 | Olga Tañón         | Porto Rico     | Sobrevivir           | - Gisselle – En Alma, Cuerpo y Corazón - Ednita Nazario – Acústico - Thalía – Thalía - Ana Torroja – Frágil                                      | [ 13 ] |
| 2004 | Rosario Flores     | Espanha        | De Mil Colores       | - Rocío Dúrcal – Caramelito - Ednita Nazario – Por Tí - Paulina Rubio – Pau-Latina - Jaci Velasquez – Milagro                                    | [ 14 ] |
| 2005 | Laura Pausini      | Itália         | Escucha              | - Bebe – Pafuera Telarañas - Andrea Echeverri – Andrea Echeverri - Fey – La Fuerza del Destino - Soraya – El Otro Lado de Mí                     | [ 15 ] |
| 2006 | Shakira            | Colômbia       | Fijación Oral Vol. 1 | - Anaís – Así Soy Yo - Rosario Flores – Contigo Me Voy - Ines Gaviria – A Mi Manera - Niña Pastori – Joyas Prestadas - Thalía – El Sexto Sentido | [ 16 ] |
| 2007 | Laura Pausini      | Itália         | Yo Canto             | - Ana Belén – Anatomía - Belinda – Utopía - Shaila Dúrcal – Recordando... - Ilona – Allá en el Sur                                               | [ 17 ] |
| 2008 | Kany García        | Porto Rico     | Cualquier Día        | - Ana Gabriel – Arpegios de Amor: Requiem por Tres almas - Alejandra Guzmán – Fuerza - Rosario Flores – Parte de Mí - Ednita Nazario – Real      | [ 18 ] |
| 2009 | Laura Pausini      | Itália         | Primavera Anticipada | - Jimena Ángel – Día Azul - Natalia Lafourcade – Hu Hu Hu - Amaia Montero – Amaia Montero - Luz Ríos – Aire                                      | [ 19 ] |
| 2010 | Nelly Furtado      | Canadá         | Mi Plan              | - Bebe – Y. - Estrella – Black Flamenco - Rosario Flores – Cuéntame - Kany García – Boleto de Entrada                                            | [ 20 ] |
| 2011 | Shakira            | Colômbia       | Sale el Sol          | - Claudia Brant – Manuscrito - Myriam Hernández – Seducción - Malú – Guerra Fría - Merche – Acordes de Mi Diario                                 | [ 21 ] |